# Clyde Football Club
Maillots
Dernière mise à jour : 13 février 2025.
Le Clyde Football Club est un club écossais de football fondé à Glasgow en 1878 et basé à Cumbernauld depuis 1994.

## Historique
- 1878 : fondation du club
- 1891 : 1re participation au championnat de 1re division (saison 1891/92)
- 1898 : participation à la Glasgow League, départ de leur ancien stade, le Barrowfield Park pour intégrer le Shawfield Stadium
- 1899-1907 : participation à la Glasgow and West of Scotland League
- 1986 : départ de leur stade, le Shawfield Stadium pour jouer au Firhill Stadium, partagé avec Partick Thistle
- 1991 : fin de leur partage du Firhill Stadium, début du partage du Douglas Park avec Hamilton Academical
- 1994 : déménagement à Cumbernauld et installation au Broadwood Stadium
- 2023 : relégation au niveau de la Scottisb League Two (D4)

## Palmarès
| Compétitions nationales | Compétitions internationales |
| - Championnat d'Écosse de deuxième division (5) - Champion : 1905, 1952, 1957, 1962 et 1973 - Championnat d'Écosse de troisième division (4) - Champion : 1978, 1982, 1993 et 2000 - Coupe d'Écosse (3) - Vainqueur : 1939, 1955 et 1958 - Scottish Challenge Cup (0) : - Finaliste : 2007 - Summer Cup (0) - Finaliste : 1944 | - Glasgow Cup (5) - Vainqueur : 1915, 1926, 1947, 1952 et 1959 - B Division Supplementary Cup (1) - Vainqueur : 1952 - Glasgow and West of Scotland League (2) - Vainqueur : 1905 et 1907 - Tommy McGrane Memorial Cup (1) - Vainqueur : 2006 |

## Stade
- 1877-1898 : Barrowfield Park
- 1898-1986 : Shawfield Stadium
- 1986-1991 : Firhill Stadium
- 1991-1994 : Douglas Park
- 1994- : Broadwood Stadium

## Joueurs et personnalités du club

### Entraîneurs
- 2005-2006 :  Graham Roberts
- 2006-2007 :  Joe Miller
- 2007-2008 :  Colin Hendry
- 2008-2009 :  John Brown
- 2009-2010 :  John McCormack
- 2010-2011 :  Stuart Millar
- 2011-2014 :  Jim Duffy
- 2014-2017 :  Barry Ferguson
- 2017:  Jim Chapman

### Joueurs emblématiques
- Tommy Ring
- Jimmy Blair
- Jim McLean
- Colin McGlashan